# Jaluit

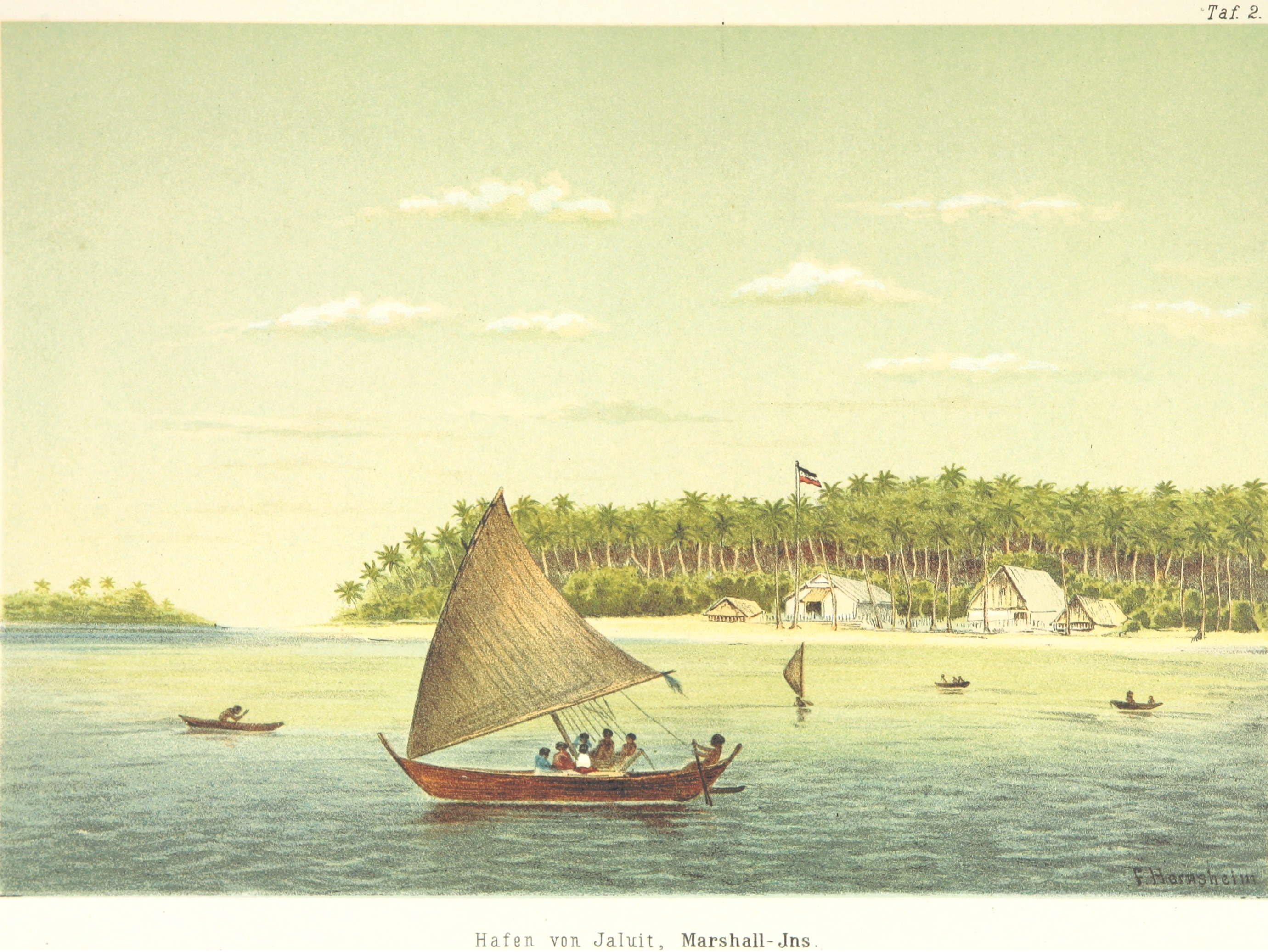
Hafen von Jaluit (1883)

Jaluit (auch Tschalut, Dschalut oder Talut genannt) ist ein Atoll im Pazifischen Ozean und gehört als Teil der Ralik-Kette (Sonnenuntergangs-Inseln) zur Republik der Marshallinseln. Es liegt bei etwa 6° nördlicher Breite und 169° bis 170° östlicher Länge und hat 1409 Einwohner (Stand 2021).

## Geographie
Das Atoll besteht aus 91 Inseln, deren gesamte Landfläche nur etwa 11 km² ausmacht. Die hauptsächlich von Korallenbänken umgebene Lagune bedeckt ein Areal von rund 690 km². Hauptinsel ist Jabor (Jahwor) an der Südostdurchfahrt der Lagune.

## Geschichte
Die Inselgruppe wurde 1809 von Kapitän Patterson für Europa entdeckt und zunächst auf den Namen Bonham Islands getauft. Bartholomäus von Werner, der Kommandant der Ariadne, machte Jaluit am 29. November 1878 zu einer deutschen Handelsstation der Hamburger Deutschen Handels- und Plantagen-Gesellschaft, die später in die Jaluit-Gesellschaft überging. Die Inseln wurden Sitz eines deutschen Konsulats, mit der Flaggenhissung am 15. Oktober 1885 wurden die Marshallinseln deutsche Kolonie und gehörten ab 1906 offiziell zu Deutsch-Neuguinea.
1886 wurde ein Kaiserliches Gericht in Jaluit und 1890 dort ein kaiserliches Obergericht für die Marshallinseln gebildet. 1906 wurde das Kaiserliche Gericht in ein Bezirksgericht umgewandelt und das Obergericht abgeschafft. Gericht zweiter Instanz war nun das Kaiserliche Obergericht in Neuguinea. 1911 wurde das Bezirksgericht in Jaluit zugunsten des Bezirksgerichts Ponape aufgehoben.
Nach Ausbruch des Ersten Weltkriegs erschienen fünf japanische Kriegsschiffe vor Jaluit und landeten Truppen an. Die Inseln wurden kampflos besetzt, und am 14. Oktober 1914 wurde die japanische Flagge aufgezogen.
Während des Pazifikkriegs stationierten die Japaner eine Wasserflugzeugstaffel auf den Inseln, die im November 1943 mehrfach von amerikanischen B-24 bombardiert wurden. Nach dem Krieg gehörten die Inseln zum Treuhandgebiet Pazifische Inseln der USA im Auftrag der Vereinten Nationen, bevor die Marshallinseln 1979 unabhängig wurden.

## Söhne und Töchter (Auswahl)
- Hilda Heine (* 1951), Präsidentin der Marshallinseln